# Dezechilibru hidroelectrolitic
Un dezechilibru hidroelectrolitic  semnifică o abatere de la valoarea normală a nivelului electrolitic din corpul uman. În cazurile extreme, un puternic și de durată dezechilibru electrolitic duce la probleme deosebite, funcționare defectuoasă a sistemului nervos, colaps (cădere) de organe etc..